# Skrzynice, Tỉnh West Pomeranian
Skrzynice [skʂɨˈnit͡sɛ] (tiếng Đức: Karlshof) là một ngôi làng thuộc khu hành chính của Gmina Gryfino, thuộc quận Gryfino, West Pomeranian Voivodeship, ở phía tây bắc Ba Lan, gần biên giới Đức. Nó nằm khoảng 14 kilômét (9 mi) phía đông Gryfino và 23 km (14 mi) phía nam thủ đô khu vực Szczecin.
Trước năm 1945, khu vực này là một phần của Đức. Đối với lịch sử của khu vực, xem Lịch sử của Pomerania.

## Cư dân đáng chú ý
- Heinz Furbach (1895-1968), tướng Wehrmacht